# Сенка (филм из 1994)
Сенка (енгл. The Shadow) је суперхеројски мистеријски акциони филм из 1994. године.
Када непријатељ Сенке, Шиван Кан, завлада светом држећи град Њујорк, под уценом за откуп, помоћу атомске бомбе, на Сенки је да спасе град пре него што се догоди трагедија.
Главне улоге играју Алек Болдвин, Џон Лоун, Пенелопи Ен Милер, Ијан Макелен, Питер Бојл и Тим Кари.

## Радња
На опијумским пољима Тибета, у годинама после Првог светског рата, влада окрутни и бескрупулозни шеф криминала по имену Јинг-Ко (срп. Тамни орао). Он не цени људски живот толико да је, ни оком не трепнувши, дозволио својим људима да упуцају његовог собара Вуа, који се крио иза једног од плантажера опијума, Ли Хонга. Једне ноћи, Јинг-Коа киднапује неколико тибетанских монаха, који га доводе у манастир код Тулкуа, једног од тибетских светаца, док је манастир сакривен тако да се види само отрцани шатор иза којег је само вео мрак. У манастиру, Тулку, који се јавио Јинг-Коу као младић, назива га правим именом - Ламонт Кренстон и каже да се много година борио са својом "мрачном страном" и да је увек губио, али Тулку може научи га да га обузда и крене путем Светлости. Ламонт не слуша мудраца и покушава да га нападне ритуалним бодежом Фурба, али се испоставља да је бодеж жив и окреће се против Ламонта. Следећих седам година, Ламонт учи вештину Тулкуа, научио је најјаче менталне способности да заглупи људски ум и чак постане невидљив, али не и у стању да сакрије једино што увек остаје на видику ... његову Сенку. Након што је дипломирао, Ламонт Кренстон одлучује да се врати у своју домовину, Њујорк, растрган хаосом и злочином изазваним Великом депресијом.
1933. година. На Бруклинском мосту, мафијаш по имену Дјук, заједно са својим помоћницима Џонијем и Максијем, спрема се да баци у реку са цементом на ногама др Роја Тама, за кога се испоставило да је случајан сведок убиства полицајца. Одједном гангстере обузима тупи, тајанствени глас и злослутан, готово хистеричан смех, а онда почињу да замишљају силуету у црном огртачу, шеширу и са црвеним шалом на лицу. Силуета почиње отворено да напада Дјука, говорећи да је Дјук починио убиство и да мора да призна, јер ће иначе силуета пратити Дјука где год да се налази. Висећи на ивици моста, гангстер пристаје да се преда полицији, признајући кривицу за злочине које је починио, а када је Дјук онесвешћен на земљи, Џони и Макси виде човека у црном огртачу, шеширу и дворедним оделом, чије лице испод носа је сакривено црвеном марамом, са два сребрна Колта који чаме у футроли. У њему препознају Сенку – „урбану легенду“ која улива истински страх у подземље града. Разбојници беже, а Сенка вади пиштоље испред Тама. Научник је спреман да прихвати своју смрт, али Сенка само пуца у бетон пред његове ноге, ослобађајући га на тај начин.
Сенка регрутује Роја Тама у своју огромну мрежу агената, која укључује десетине људи које је спасао, чији је заштитни знак прстен са великим сјајним рубином. На Тамово питање како је знао за њега, мистериозни јунак кроз смех одговара да „Сенка све зна“. Сенка, тачније Ламонт Кренстон, замоли таксисту Мозеса „Мо“ Шревница, једног од ретких који зна за тајни идентитет његовог „шефа“, да га доведе у Кобалт клуб. Тамо се Ламонт сваке вечери састаје са својим ујаком, комесаром њујоршке полиције Вејнрајтом Бартом. Ламонт ствара слику богатог забушанта који се вратио кући након што је „трагао за собом” због страхота рата, а Ламонт такође хипнотише свог стрица сваки пут када добије извештаје о активностима Сенке, убеђујући га да су то само приче и да не треба створити радну групу да га ухвате јер ће бити без успеха. Те вечери, Ламонт угледа прелепу плаву жену у свиленој хаљини која га омами у трен ока. Вејнрајт каже да је то Марго Лејн, ћерка истакнутог енергетског научника који ради за Министарство одбране САД, и упозорава свог нећака да је девојка "чудна".
Ламонт седа поред Марго и импресионира је својом способношћу да погоди њену жељу, почевши од њених преференција вина, а затим понудивши да поједе пекиншку патку у ресторану у кинеској четврти. Међутим, Марго га задивљује чињеницом да је унапред погодила његове мисли, посебно њен комплимент о хаљини. Након што је отпутовао кући, Ламонт признаје Моу да је Маргот веома опасна за Ламонта због њених телепатских способности. Ноћу, након што је заспао уз чашу бурбона поред камина, Ламонт има визију у којој се ватра из камина претвара у лице које се смеје, због чега стакло експлодира. Пробудивши се и видевши да је експлозија била стварна, Ламонт са ужасом каже да „Неко долази“.
Те ноћи, сребрни саркофаг је донет у Амерички природњачки музеј са Тибета. Кустос музеја, који је Темуџинов ковчег препознао по латиничном натпису, тражи од чувара да га не дира док он сам иде да позове царину у вези тако необичног пакета. Али чим стражар остане сам, браве саркофага почињу да се отварају и затварају саме, све док се саркофаг не отвори и пусти младића обученог у традиционалну монголску одећу. Његово име је Шиван Кан (себе сматра далеким потомком великог освајача Џингис Кана). Хипнотизовавши стражара, он га приморава да свој живот жртвује себи – свом новом господару, што чувар чини пуцајући себи у слепоочницу из револвера. Даље, Шиван Кан наставља да показује потпуну равнодушност према животима обичних људи, убијајући обичне становнике града по сопственом хиру. Сенка на сваки начин мора да заустави своје претензије на власт над целим светом.

## Улоге
| Глумац            | Улога                                                             |
| ----------------- | ----------------------------------------------------------------- |
| Алек Болдвин      | Ламонт Кренстон / Јинг-Ко / Сенка                                 |
| Џон Лоун          | Шиван Кан, последњи потомак Џингис Кана                           |
| Пенелопи Ен Милер | Марго Лејн, ћерка др Лејна                                        |
| Питер Бојл        | лични возач Сенке, Мозес „Мо“ Шревниц                             |
| Ијан Макелен      | доктор Рајнхарт Лејн                                              |
| Тим Кари          | Фарли Клејмор                                                     |
| Џонатан Винтерс   | полицијски комесар Вејнрајт Барт                                  |
| Саб Шимоно        | др Рој Там, кинески научник кога је Сенка спасио и који му помаже |
| Џејмс Хонг        | Ли Пенг, слуга Тулкуа                                             |
| Лери Хенкин       | таксиста                                                          |
| Патрик Фишлер     | морнар                                                            |
| Ал Леонг          | тибетански возач                                                  |